# Полевая Излегоща
Полевая Излегоща — река в России, протекает по Усманскому району Липецкой области. Левый приток Излегощи.

## География
Река Полевая Излегоща берёт начало юго-восточнее села Никольское. Течёт на запад. Устье реки находится в 11 км от устья Излегощи. Длина реки составляет 27 км, площадь водосборного бассейна — 130 км².
На реке расположены сёла Медовка и Крутчик.

## Данные водного реестра
По данным государственного водного реестра России относится к Донскому бассейновому округу, водохозяйственный участок реки — Воронежот города Липецк до Воронежского гидроузла, речной подбассейн реки — бассейны притоков Дона до впадения Хопра. Речной бассейн реки — Дон (российская часть бассейна).
Код объекта в государственном водном реестре — 05010100612107000003159.